# Ronde van Lombardije 1905
De Ronde van Lombardije 1905 was de 1e editie van deze eendaagse Italiaanse wielerwedstrijd, en werd verreden op 12 november 1905. Het parcours leidde van Milaan naar Milaan en ging over een afstand van 230,5 kilometer. De wedstrijd werd gewonnen door Giovanni Gerbi.

## Uitslag
| Ronde van Lombardije 1905 |                     |                 |           |
| Plaats                    | Naam                | Ploeg           | Tijd      |
| Winnaar                   | Giovanni Gerbi      | Maino           | 9u13'52"  |
| 2                         | Giovanni Rossignoli | Bianchi         | +40'11"   |
| 3                         | Luigi Ganna         | Rudge-Whitworth | +40'46"   |
| 4                         | Carlo Galetti       |                 | +51'58"   |
| 5                         | Carlo Mairani       |                 | +1u32'08" |
| 6                         | Alfredo Jacorossi   | Rudge-Whitworth | +1u33'08" |
| 7                         | Battista Danesi     | Turkheimer      | z.t.      |
| 8                         | Andrea Massironi    | Rudge-Whitworth | +1u42'08" |
| 9                         | Luigi Mori          |                 | +1u43'08" |
| 10                        | Gualtiero Farina    | Bianchi         | +1u46'08" |

1905 · 1906 · 1907 · 1908 · 1909 · 1910 · 1911 · 1912 · 1913 · 1914 · 1915 · 1916 · 1917 · 1918 · 1919 · 1920 · 1921 · 1922 · 1923 · 1924 · 1925 · 1926 · 1927 · 1928 · 1929 · 1930 · 1931 · 1932 · 1933 · 1934 · 1935 · 1936 · 1937 · 1938 · 1939 · 1940 · 1941 · 1942 · 1943 · 1944 · 1945 · 1946 · 1947 · 1948 · 1949 · 1950 · 1951 · 1952 · 1953 · 1954 · 1955 · 1956 · 1957 · 1958 · 1959 · 1960 · 1961 · 1962 · 1963 · 1964 · 1965 · 1966 · 1967 · 1968 · 1969 · 1970 · 1971 · 1972 · 1973 · 1974 · 1975 · 1976 · 1977 · 1978 · 1979 · 1980 · 1981 · 1982 · 1983 · 1984 · 1985 · 1986 · 1987 · 1988 · 1989 · 1990 · 1991 · 1992 · 1993 · 1994 · 1995 · 1996 · 1997 · 1998 · 1999 · 2000 · 2001 · 2002 · 2003 · 2004 · 2005 · 2006 · 2007 · 2008 · 2009 · 2010 · 2011 · 2012 · 2013 · 2014 · 2015 · 2016 · 2017 · 2018 · 2019 · 2020 · 2021 · 2022 · 2023 · 2024 · 2025